# Gaetano Ciniselli
Gaetano Ciniselli (Como, 1º marzo 1815 – San Pietroburgo, 4 ottobre 1881) è stato un circense italiano.

## Biografia
Artista circense e cavallerizzo, impresario e direttore di circo. Nato a Como, inizia a lavorare in compagnie circensi a 12 anni. Si forma come cavallerizzo alla scuola di equitazione di Francois Bauchers a Parigi diventando un noto acrobata equestre. Con diverse troupe e diversi impresari, tra cui Franconi, Guerra e De Bach, si esibisce in varie località della penisola italiana, e inoltre Parigi, Vienna, Spagna, Dublino e in Russia. Sposa Guglielmina Hinnée, di famiglia circense e cavallerizza, e da lei ha numerosi figli che vengono avviati alla pratica dell'equitazione e alla carriera di cavallerizzi. Nel 1850 circa torna in Italia e a Milano costruisce una struttura in legno nell'area antistante il Castello Sforzesco, successivamente denominata Politeama Ciniselli, per la rappresentazione di spettacoli equestri e di teatro popolare. Cresciuta la sua fama, viene nominato da Vittorio Emanuele II "cavallerizzo onorario di S.M.il Re d'Italia" e riceve in donazione 4 cavalli provenienti dalle scuderie reali.  A partire dagli anni 60 dell'800, ormai cinquantenne, si dedica all'addestramento dei cavalli e all'insegnamento dell'arte acrobatica, oltre alla gestione della propria compagnia circense con la quale si esibisce a lungo in Russia. Nel 1871 si trasferisce stabilmente a San Pietroburgo dove, grazie al successo e alla fama degli spettacoli della sua compagnia, ottiene la licenza di edificazione di un edificio per le esibizioni equestri che inaugura nel 1877 e costituisce il più antico circo stabile in muratura della Russia che da lui prese il nome di Circo Ciniselli . Gli successe il figlio Scipione fino al 1918 quando il Circo venne statalizzato. Fino al 1917 fu una delle star il clown milanese Giacomo Cireni, in arte Giacomino.